# Rally de Francia - Alsacia de 2013
El Rally de Alsacia de 2013, oficialmente 4º Rallye de France - Alsace, fue la cuarta edición y la decimoprimera ronda de la temporada 2013 del Campeonato Mundial de Rally. Se celebró del 4 al 6 de octubre y contó con un itinerario de veinte tramos sobre asfalto que sumaron un total de 312,14 km cronometrados. Fue también la undécima ronda de los campeonatos WRC 2 y WRC 3 y la quinta del campeonato junior.
La prueba fue ganada por Sébastien Ogier y, desde antes de iniciar su participación el primer día del rally, se proclamó campeón del mundo. Segundo fue el español Dani Sordo que llegó a liderar la prueba pero finalmente terminó evitando el doblete de Volkswagen, debido al tercer puesto logrado por Jari-Matti Latvala que también se mantuvo en la lucha por la victoria hasta los últimos tramos de la prueba. Sébastien Loeb que corrió su última prueba, se salió de la carretera cuando marchaba cuarto y a tan solo cinco segundos del líder. El belga Thierry Neuville que marcó cinco scratch que llegó a liderar la prueba sufrió un pinchazo que le hizo perder la primera posición y finalmente fue cuarto. En la categoría WRC 2 venció el polaco Robert Kubica que le sirvió para colocarse líder de su categoría, en el WRC 3 venció Quentin Gilbert, aunque el protagonista fue el francés Sébastien Chardonnet que terminó segundo y se adjudicó el campeonato a falta de dos pruebas.  Finalmente en el campeonato junior el sueco Pontus Tidemand venció y se proclamó también campeón matemáticamente.

## Participantes

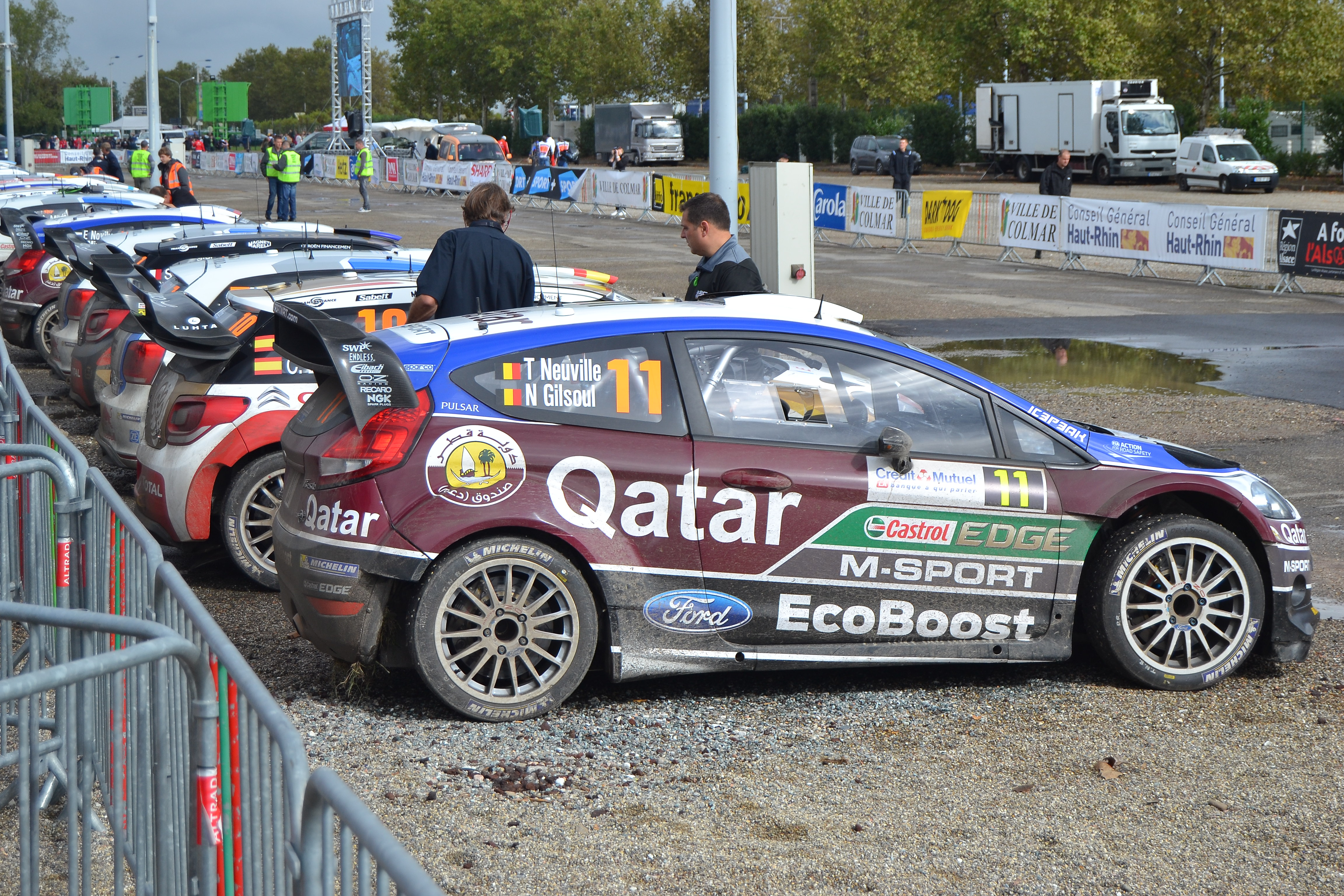
Parque cerrado del rally durante la jornada del sábado 5.

En la lista de inscritos, formada por 87 pilotos, destacó la vuelta del francés Sébastien Loeb, en la que fue su última participación en el campeonato del mundo, la cual llevó a cabo a bordo de una edición especial del Citroën DS3 WRC decorado en negro y con los números de su carrera rotulados sobre la carrocería. Tuvo como compañero a Mikko Hirvonen, mientras que el español Dani Sordo, segundo piloto del equipo Citroën participó como miembro del segundo equipo de la marca, Abu Dhabi Citroën Total WRT. Otro de los protagonistas fue Sébastien Ogier, del equipo Volkswagen Motorsport y líder del campeonato, quien necesitaba solo un punto para proclamarse campeón del mundo. Jari-Matti Latvala y Andreas Mikkelsen son los pilotos que también participaron con el Volkswagen Polo R WRC. Los demás equipos inscritos en el campeonato de constructores fueron: Qatar M-Sport WRT con Mads Ostberg y Evgeny Novikov; Qatar World Rally Team con Thierry Neuville y Jipocar Czech National Team de Martin Prokop. Otros cuatro pilotos más tomaron la salida con un World Rally Car: Romain Dumas, Julien Maurin, Lionel Baud y Tomáš Kostka. En el campeonato WRC 2 se inscribieron doce pilotos y siete en el WRC 3, donde destaca el líder del certamen, Sébastien Chardonnet, quien tiene la primera oportunidad de llevarse el título antes de la última cita de la temporada, España, y ocho en el Campeonato Junior, donde el también líder del campeonato, el sueco Pontus Tidemand, se encuentra en la misma situación, se proclamaría campeón si suma doce más puntos más que su inmediato seguido el español José Antonio Suárez.

## Desarrollo

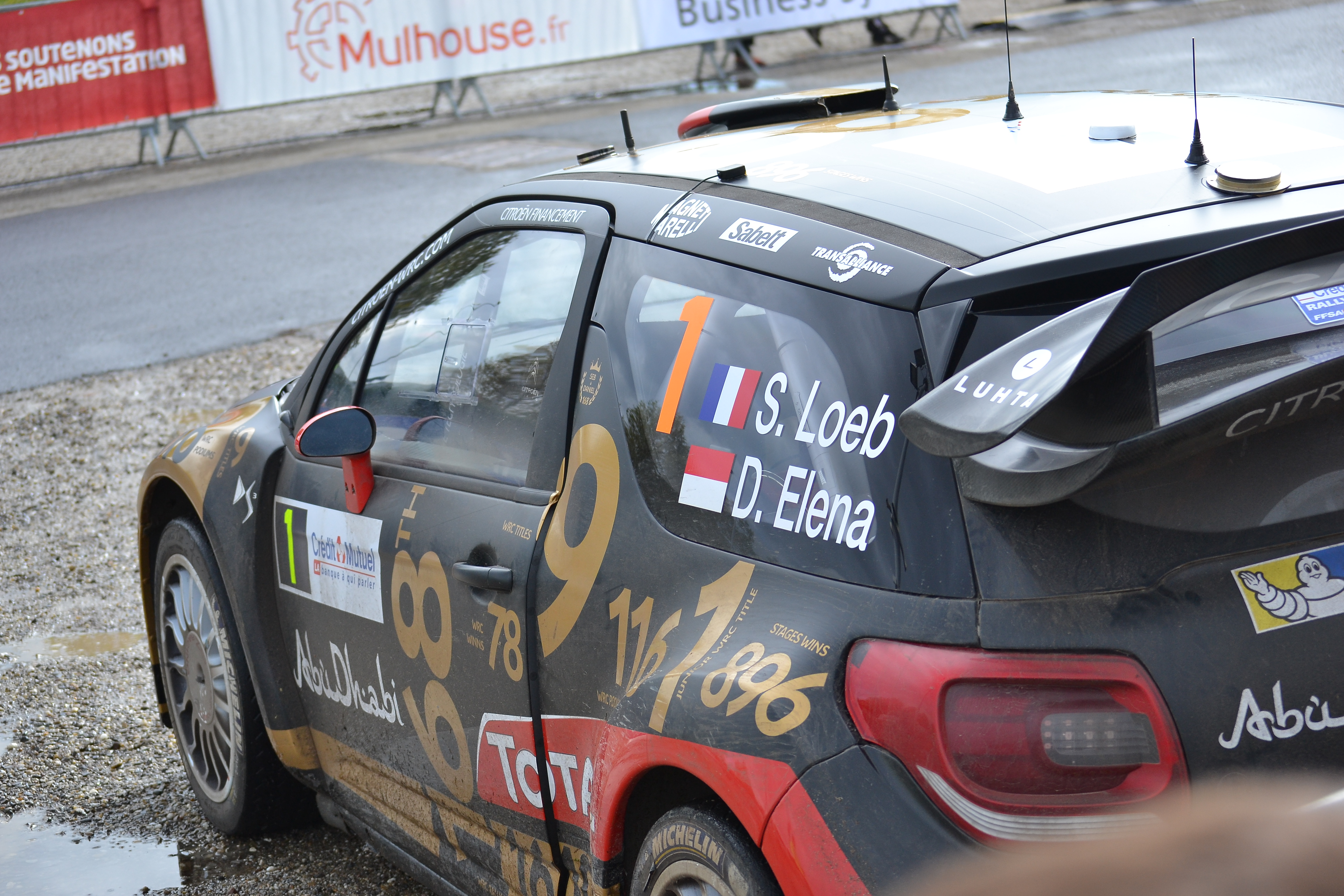
Sébastien Loeb, en su última prueba del campeonato del mundo de rally, disputó el rally con una edición especial del Citroën DS3 WRC.

### Día 1
El primer día de carrera se disputó el shakedown, un trazado de solo 3,8 km delimitado por conos y alpacas, que sirve como preparación para la carrera y donde el más rápido fue el español Dani Sordo. Le siguieron Thierry Neuville y Mikko Hirvonen a un segundo y medio ambos, y Jari-Matti Latvala a dos y medio; a continuación, Sébastien Ogier y Sébastien Loeb se colocaron en el quinto y sexto lugares, respectivamente, ambos con el mismo tiempo, a casi tres segundos de Sordo.
1. Dani Sordo 2:36.5 s
2. Thierry Neuville a +1,5
3. Mikko Hirvonen a +1,5
4. Jari-Matti Latvala a +2,5
5. Sébastien Ogier a +2,9
6. Sébastien Loeb a +2,9
7. Andreas Mikkelsen a +3,1
8. Evgeny Novikov a +3,4
9. Mads Ostberg a +4,1
10. Romain Dumas a +5,9
11. Tomas Kostka a +6,5
12. Martin Prokop a +7,1

El primer tramo de carrera fue el powerstage, donde se repartieron los habituales puntos extra para los tres primeros lugares. El más rápido fue Dani Sordo que sumó tres puntos extra y se colocó líder provisional, segundo fue el belga Neuville y tercero Sébastien Ogier, que sumó el punto que necesitaba para proclarmarse matemáticamente campeón del mundo, incluso antes de iniciar su recorrido, ya que su rival más próximo en la búsqueda del campeonato, Thierry Neuville, necesitaba haber ganado el tramo para poder conseguir el mínimo de puntos que le hubiera permitido seguir disputando el campeonato.

### Día 4
El último día de la prueba comenzó con Jari-Matti Latvala ocupando el liderato provisional. En la primera etapa del día, la decimoquinta del rally, Sébastien Loeb sufrió una salida del camino y volcó en una zanja, obligándolo a retirarse de la prueba. La etapa fue ganada por Sébastien Ogier con una ventaja de 8.4 segundos sobre el segundo lugar, Dani Sordo y se colocó en el primer lugar de la prueba, el cual conservó hasta el final de la misma para erigirse como ganador.

## Itinerario y ganadores
| Día     | Tramo | Hora  | Nombre                      | Distancia | Ganador            | Tiempo  | Vel. m.    | Líder rally        |
| ------- | ----- | ----- | --------------------------- | --------- | ------------------ | ------- | ---------- | ------------------ |
| Día 1   | SS1   | 16:00 | Strasbourg Power Stage      | 4.55 km   | Dani Sordo         | 3:20.8  | 81.6 km/h  | Dani Sordo         |
| Día 2   | SS2   | 09:18 | Klevener 1                  | 10.66 km  | Sébastien Loeb     | 6:00.0  | 106.6 km/h | Dani Sordo         |
| Día 2   | SS3   | 09:50 | Massif des Grands Crus 1    | 13.04 km  | Sébastien Loeb     | 7:46.6  | 100.6 km/h | Dani Sordo         |
| Día 2   | SS4   | 10:50 | Vosges - Pays d'Ormont 1    | 34.34 km  | Sébastien Loeb     | 19:08.7 | 107.6 km/h | Sébastien Loeb     |
| Día 2   | SS5   | 14:40 | Klevener 2                  | 10.66 km  | Thierry Neuville   | 6:02.8  | 105.8 km/h | Sébastien Loeb     |
| Día 2   | SS6   | 15:12 | Massif des Grands Crus 2    | 13.04 km  | Thierry Neuville   | 7:53.4  | 99.2 km/h  | Thierry Neuville   |
| Día 2   | SS7   | 16:12 | Vosges - Pays d'Ormont 2    | 34.34 km  | Thierry Neuville   | 18:36.6 | 110.7 km/h | Thierry Neuville   |
| Día 3   | SS8   | 09:23 | Hohlandsbourg - Firstplan 1 | 28.48 km  | Sébastien Ogier    | 14:37.7 | 116.8 km/h | Thierry Neuville   |
| Día 3   | SS9   | 10:06 | Vallée de Munster 1         | 16.73 km  | Sébastien Ogier    | 8:27.4  | 118.7 km/h | Thierry Neuville   |
| Día 3   | SS10  | 10:54 | Soultzeren - Pays Welche 1  | 19.93 km  | Sébastien Loeb     | 9:47.2  | 122.2 km/h | Thierry Neuville   |
| Día 3   | SS11  | 13:57 | Hohlandsbourg - Firstplan 2 | 28.48 km  | Sébastien Ogier    | 14:41.5 | 116.3 km/h | Dani Sordo         |
| Día 3   | SS12  | 14:40 | Vallée de Munster 2         | 16.73 km  | Sébastien Ogier    | 8:31.4  | 117.8 km/h | Dani Sordo         |
| Día 3   | SS13  | 15:28 | Soultzeren - Pays Welche 2  | 19.93 km  | Thierry Neuville   | 9:49.4  | 121.7 km/h | Dani Sordo         |
| Día 3   | SS14  | 18:00 | Mulhouse                    | 4.65 km   | Sébastien Ogier    | 3:35.6  | 77.6 km/h  | Jari-Matti Latvala |
| Día 4   | SS15  | 09:23 | Vignoble de Cleebourg 1     | 14.60 km  | Sébastien Ogier    | 8:23.7  | 104.3 km/h | Sébastien Ogier    |
| Día 4   | SS16  | 10:45 | Bischwiller - Gries 1       | 7.95 km   | Sébastien Ogier    | 4:16.3  | 111.7 km/h | Sébastien Ogier    |
| Día 4   | SS17  | 11:18 | Haguenau 1                  | 5.74 km   | Sébastien Ogier    | 4:18.5  | 79.9 km/h  | Sébastien Ogier    |
| Día 4   | SS18  | 12:45 | Vignoble de Cleebourg 2     | 14.60 km  | Dani Sordo         | 8:36.7  | 101.7 km/h | Sébastien Ogier    |
| Día 4   | SS19  | 14:08 | Bischwiller - Gries 2       | 7.95 km   | Jari-Matti Latvala | 4:13.3  | 113.0 km/h | Sébastien Ogier    |
| Día 4   | SS20  | 14:40 | Haguenau 2                  | 5.74 km   | Thierry Neuville   | 4:10.8  | 82.4 km/h  | Sébastien Ogier    |
| Fuentes |       |       |                             |           |                    |         |            |                    |

## Clasificación final

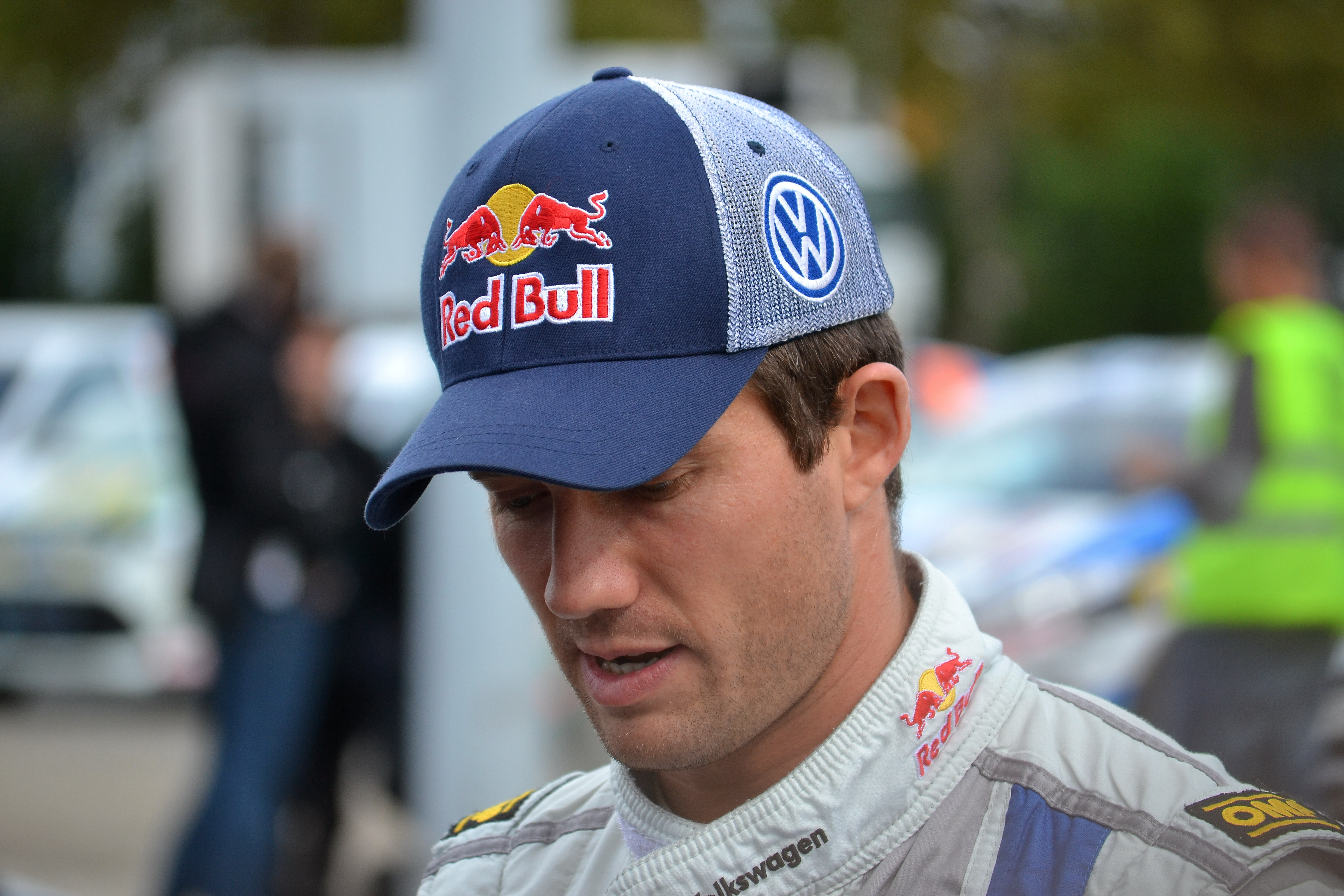
Sébastien Ogier, ganador de la prueba, sentenció también el campeonato del mundo.

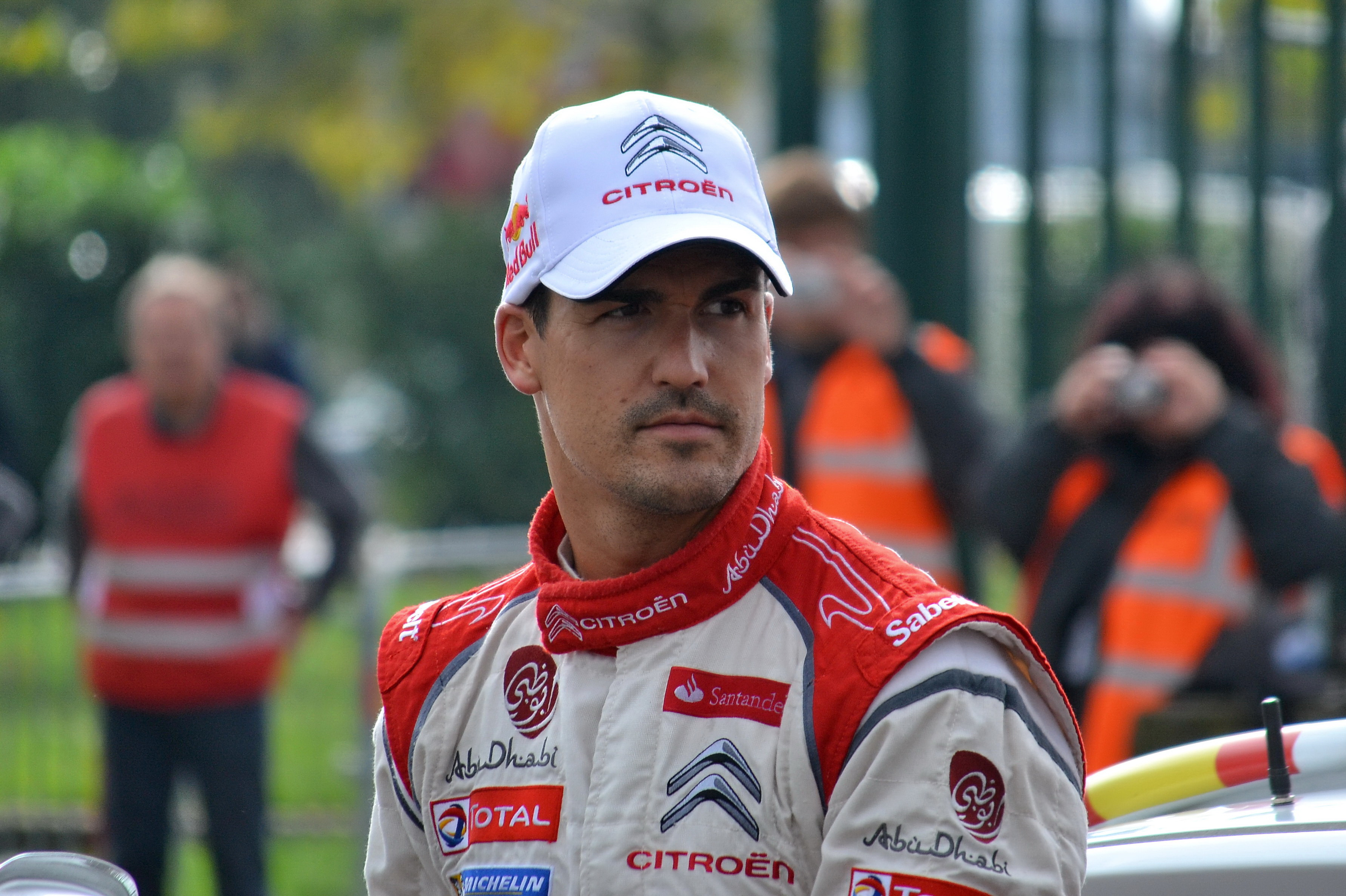
Dani Sordo, el mejor de los Citroën fue segundo tras liderar la prueba durante la tercera etapa.

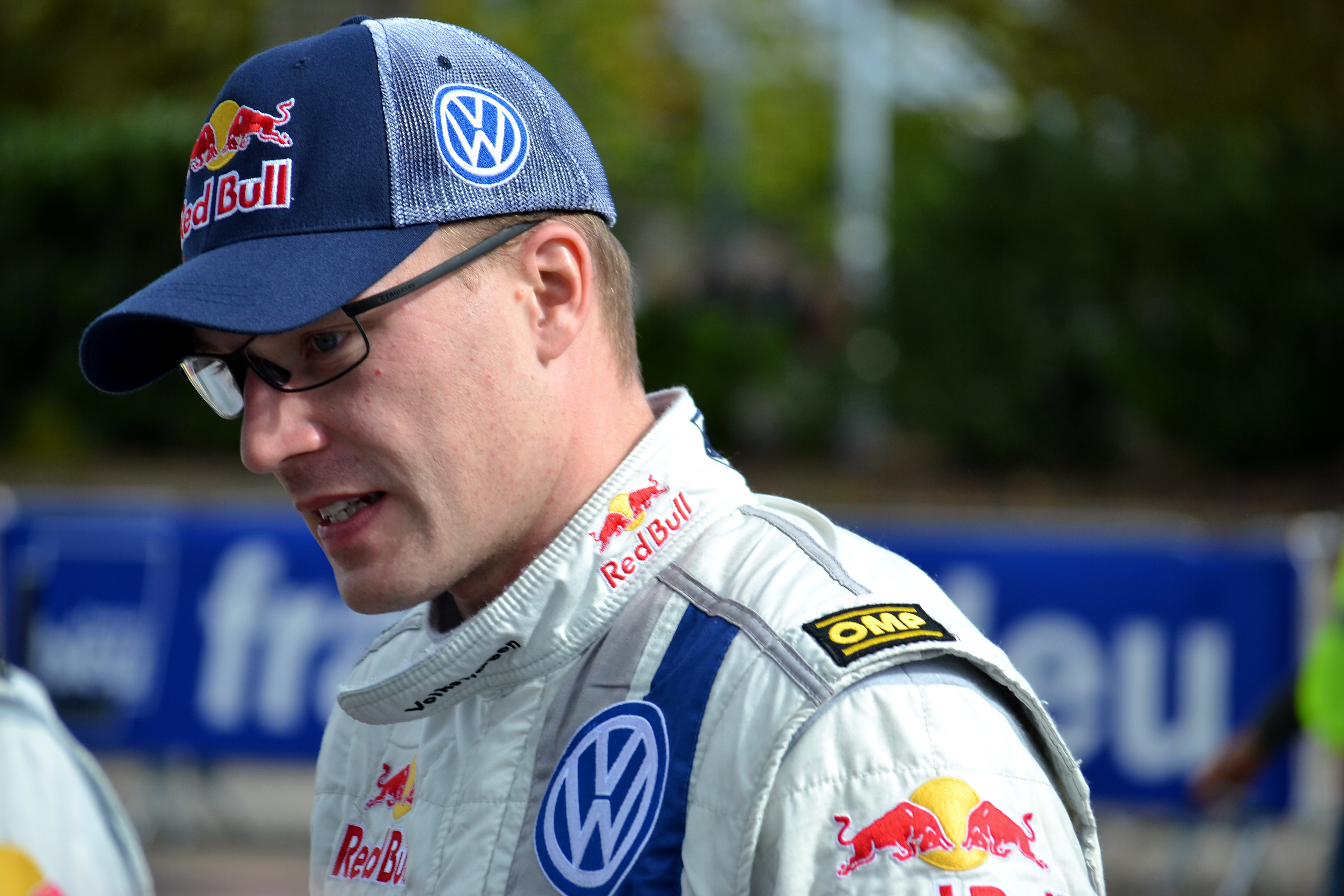
Jari-Matti Latvala llegó a liderar la prueba pero terminó tercero y sumó su quinto podio del año.

| Pos.     | Piloto               | Copiloto            | Automóvil                | Tiempo    | Dif.     | Puntos |
| WRC      | WRC                  | WRC                 | WRC                      | WRC       | WRC      | WRC    |
| -------- | -------------------- | ------------------- | ------------------------ | --------- | -------- | ------ |
| 1.       | Sébastien Ogier      | Julien Ingrassia    | Volkswagen Polo R WRC    | 2:53:07.6 | 0.0      | 25 + 1 |
| 2.       | Dani Sordo           | Carlos del Barrio   | Citroën DS3 WRC          | 2:53:19.8 | +12.2    | 18 + 3 |
| 3.       | Jari-Matti Latvala   | Miikka Anttila      | Volkswagen Polo R WRC    | 2:53:27.1 | +19.5    | 15     |
| 4.       | Thierry Neuville     | Nicolas Gilsoul     | Ford Fiesta RS WRC       | 2:54:21.7 | +1:14.1  | 12 + 2 |
| 5.       | Evgeny Novikov       | Ilka Minor          | Ford Fiesta RS WRC       | 2:56:18.5 | +3:10.9  | 10     |
| 6.       | Mikko Hirvonen       | Jarmo Lehtinen      | Citroën DS3 WRC          | 2:56:45.3 | +3:37.7  | 8      |
| 7.       | Andreas Mikkelsen    | Paul Nagle          | Volkswagen Polo R WRC    | 2:57:11.8 | +4:04.2  | 6      |
| 8.       | Mads Ostberg         | Jonas Andersson     | Ford Fiesta RS WRC       | 2:57:42.8 | +4:35.2  | 4      |
| 9.       | Robert Kubica        | Maciej Baran        | Citroën DS3 RRC          | 3:02:39.0 | +9:31.4  | 2      |
| 10.      | Romain Dumas         | Denis Giraudet      | Ford Fiesta RS WRC       | 3:05:03.4 | +11:55.8 | 1      |
| WRC 2    |                      |                     |                          |           |          |        |
| 1. (9.)  | Robert Kubica        | Maciej Baran        | Citroën DS3 RRC          | 3:02:39.0 | 0.0      | 25     |
| 2. (11.) | Elfyn Evans          | Daniel Barrit       | Ford Fiesta R5           | 3:06:42.9 | +4:03.9  | 18     |
| 3. (19.) | Rashid Al-Ketbi      | Karina Hepperle     | Ford Fiesta R5           | 3:21:49.6 | +19:10.6 | 15     |
| 4. (26.) | Robert Barrable      | Stuart Loudon       | Ford Fiesta R5           | 3:32:46.0 | +30:07.0 | 12     |
| 5. (27.) | Ricardo Triviño      | Alex Haro           | Subaru Impreza STi       | 3:33:38.6 | +30:59.6 | 10     |
| 6. (34.) | Alejandro Lombardo   | Adolfo Espinoza     | Mitsubishi Lancer Evo X  | 3:38:42.6 | +36:03.6 | 8      |
| 7. (36.) | Ala'a Rasheed        | Jospeh Matar        | Ford Fiesta R5           | 3:43:01.6 | +40:22.6 | 6      |
| 8. (37.) | Martin Hudec         | Jakub Kotál         | Mitsubishi Lancer Evo IX | 3:43:38.8 | +40:59.8 | 4      |
| WRC 3    |                      |                     |                          |           |          |        |
| 1. (13.) | Quentin Gilbert      | Renaud Jamoul       | Citroën DS3 R3T          | 3:12:51.2 | 0.0      | 25     |
| 2. (14.) | Sébastien Chardonnet | Thibault de la Haye | Citroën DS3 R3T          | 3:13:45.1 | +53.9    | 18     |
| 3. (15.) | Keith Cronin         | Marshall Clarke     | Citroën DS3 R3T          | 3:15:23.8 | +2:32.6  | 15     |
| 4. (16.) | Christian Riedemann  | Lara Vanneste       | Citroën DS3 R3T          | 3:16:49.3 | +3:58.1  | 12     |
| JWRC     |                      |                     |                          |           |          |        |
| 1.       | Pontus Tidemand      | Ola Floene          | Ford Fiesta R2           | 2:41:37.4 | 0.0      | 25     |
| 2.       | Hugo Arellano        | Daniel Arens        | Ford Fiesta R2           | 2:42:19.7 | +42.3    | 18     |
| 3.       | Yeray Lemes          | Rogelio Peñate      | Ford Fiesta R2           | 2:42:48.0 | +1:10.6  | 15     |
| 4.       | Marius Aasen         | Marlene Engan       | Ford Fiesta R2           | 2:42:53.2 | +1:15.8  | 12     |
| 5.       | Martin Koci          | Petr Stary          | Ford Fiesta R2           | 2:43:31.6 | +1:54.2  | 10     |
| 6.       | Michael Burri        | Gabin Moreau        | Ford Fiesta R2           | 2:44:08.8 | +2:31.4  | 8      |
| 7.       | Murat Bostanci       | Onur Vatansever     | Ford Fiesta R2           | 2:45:43.7 | +4:06.3  | 6      |
| 8.       | Sander Pärn          | Ken Järveoja        | Ford Fiesta R2           | 2:46:15.7 | +4:38.3  | 4      |
| 9.       | Nikko-Pekka Nieminen | Mikael Korhonen     | Ford Fiesta R2           | 2:48:16.6 | +6:39.2  | 2      |